# 7月14日 (劇音楽)
劇音楽『7月14日』（Le 14 Juillet de Romain Rolland）は、ロマン・ロランの同名の革命劇のために作曲された付随音楽。フランスの作曲家7人による合作となっている。

## 概要
1936年7月14日にパリで「7月14日」を上演するにあたり、7人の作曲家に付随音楽の作曲が委嘱された。
フランス革命当時に数多く作られた革命歌などの歌曲が、その前後に興隆した吹奏楽を伴奏とする合唱曲として書かれたことから、この曲でもソプラノ独唱と合唱および吹奏楽という編成が採られている。ただし、細部は各曲で異なる。
楽譜はフランスのル・シャン・デュ・モンド（Le Chant du Monde）から出版された。

## 構成
各曲の演奏時間は参考文献のCDの表記に基づく。
1. 序曲（Ouverture）
ジャック・イベール作曲、4分56秒
2. パレ・ロワイヤル（Palais-Royal）
ジョルジュ・オーリック作曲、5分39秒
第1幕、7月12日のパレ・ロワイヤルの情景
3. 序奏と葬送行進曲（Introduction et Marche funèbre）
ダリウス・ミヨー作曲、8分25秒
ネッケル財務大臣罷免の報を聞いた群衆の行進
4. 第2幕への前奏曲（Prélude du deuxième acte）
アルベール・ルーセル作曲、5分11秒
7月13日夜のサン＝タントワーヌ地区
5. 自由（Liberté）
シャルル・ケクラン作曲、4分05秒
6. バスティーユへの行進（Marche sur la Bastille）
アルテュール・オネゲル作曲、4分39秒
第3幕、7月13日の午後、バスティーユ牢獄に向かう人々
7. 自由の祭り（Fête de la Liberté）
ダニエル・ラザリュス作曲、1分32秒
バスティーユ陥落を喜ぶ人々